# Pièrre Léonard Vander Linden
Pièrre Léonard Vander Linden (ook: van der Linden of Vanderlinden) (Brussel, 12 december 1797 – aldaar, 5 april 1831) was een Belgisch entomoloog.
Hij was de oudste zoon van een arts en was dan ook al jong voorbestemd voor een medische carrière. Hij volgde het Athénée royal de Bruxelles. Vanaf die tijd zat hij in het Zoniënwoud vlinders achterna, samen met onder meer Constantin Wesmael. Dankzij een beurs van de Universiteit van Bologna kon Vander Linden in 1817 gaan studeren in Italië. Op weg daarheen, in oktober 1817, ontmoette hij in Parijs de entomoloog Pierre André Latreille. In Bologna waren zijn leermeesters o.a. de botanicus Antonio Bertoloni (1775-1869) en de zoöloog Camillo Ranzani (1775-1841). Hij behaalde er zijn medische graad op 17 april 1821 en maakte daarna met een groep Belgische studenten een excursie door Italië. Tegen het eind van dat jaar verhuisde hij naar Parijs, waar hij aan de École de médecine negen maanden lang colleges in de exacte vakken volgde, onder meer bij François Broussais. Vander Linden keerde in 1822 terug naar België en behaalde op 15 juli 1823 een doctoraat in de geneeskunde aan de universiteit van Leuven. Toen in 1826 het Musée des sciences et des lettres werd gesticht, werd hij er de eerste hoogleraar in de zoölogie. Op 28 oktober 1826 werd hij verkozen als lid van de Académie royale de Bruxelles.
Hij was de eerste hoogleraar in de zoölogie van België. Hij was gespecialiseerd in de studie van de Hymenoptera (vliesvleugeligen) in het bijzonder graafwespen. Zijn collectie werd nagelaten aan het bisdom van Mechelen.
Volgens zijn biograaf in de Biographie Nationale overleed hij na een ziekbed van elf dagen aan de gevolgen van een 'gastrocephalite', mogelijk buiktyfus.

## Werken
- Notice sur une empreinte d'insecte renfermée dans un échantillon de calcaire schisteux de Sollenhofen, en Bavière. Nouveaux mémoires de l'Académie royale des Sciences et Belles-Lettres de Bruxelles 4: 245–254 (1827)
- Observations sur les Hyménoptères d’Europe de la famille des Fouisseurs (1827–1829)
  - Deel 1: Scoliètes, sapygites, pompiliens et sphégides. Nouveaux mémoires de l’Académie royale des Sciences et Belles-Lettres de Bruxelles 4: 271–367 (1827)
  - Deel 2: Bembecides, labrates, nyssoniens et crabronites. Nouveaux mémoires de l’Académie royale des Sciences et Belles-Lettres de Bruxelles 5: 1–9 (1829)
- Essai sur les insectes de Java et des îles voisines. Nouveaux mémoires de l’Académie royale des Sciences et Belles-Lettres de Bruxelles 5: 1–5 (1829)

Hij was ook de eerste die een volledige publicatie aan libellen wijdde. Artikelen van hem over libellen:
- Vander Linden, P.L., 1820a. Agriones bononienses descriptae. Bologna, Annesio Nobili, 8 pp.
- Vander Linden, P.L., 1820b. Aeshnae bononienses descriptae, adjecta ejusdem annotatione ad Agriones bononienses ab ipso descriptas. Bologna, Annesio Nobili, 11 pp.
- Vander Linden, P.L., 1823a. Agriones bononienses descriptae. Opuscoli Scientifici 4: 101–106 (Bologna, een heruitgave van 1820a)
- Vander Linden, P.L., 1823b. Aeshnae bononienses descriptae. Opuscoli Scientifici 4: 158–165 (Bologna, een heruitgave van 1820b)
- Vander Linden, P.L., 1823c. Annotatio ad Agriones bononienses ab ipso descriptas. Opuscoli Scientifici 4: 166
- Vander Linden, P.L., 1825. Monographiae Libellulinarum Europearum specimen. Brussel, Frank, 42 pp.

- Biografisch Portaal: 59780184
- Digitale Bibliotheek voor de Nederlandse Letteren: lind144
- Gemeinsame Normdatei: 117712027
- International Standard Name Identifier: 0000 0000 5191 5930
- Nederlandse Thesaurus van Auteursnamen: 068341539
- LIBRIS: 267088
- Système universitaire de documentation: 138531811
- Virtual International Authority File: 69714469
- WorldCat: E39PBJqbg79FctHqt484XF384q